# Anders Ahnfelt-Rønne
Anders Ahnfelt-Rønne, född 16 maj 1950 i Uppsala, är en svensk-dansk teaterledare, skådespelare, kompositör och musiker (pianist). 
Han är son till professor Erik Frykman och Vibeke Ahnfelt-Rønne. Ahnfelt-Rønne har tillbringat största delen av sitt liv i Danmark. Efter studentexamen vid Rungsted Statsskole 1968 utbildade han sig till pianist 1968-1971 på Det Kongelige Danske Musikkonservatorium men lämnade tidigt musiken och sökte sig till teatern. Han hörde på 1970-talet till vänsterkanten och skrev musik och politiska texter till Fiol Teatret, där han var engagerad som musiker och skådespelare 1972–1987, varav de sista tre åren som teaterchef. I mitten av 1980-talet räddade han teatern från att läggas ner och i slutet av 1980-talet övertog han teatern och drev den tillsammans med Rialto Teatret på Frederiksberg, som han drev 1992-2007. Vid sidan av sitt arbete som teaterchef har han varit verksam som pianist, kompositör och skådespelare. Han var generalsekreterare i Nordisk Ministerråds Teaterkommitté 1987-1992. Mellan 2012 och 2014 genomförde han soloföreställningen Babettes gästabud av Karen Blixen på ett flertal teatrar i samarbete med Riksteatern. Han tilldelades 2001 Gelsted-Kirk-Scherfig-Prisen.

## Filmografi (urval)
- 2007 - 2900 Happiness
- 2006 – Anna Pihl
- 2005 - Klovn
- 2003 - Timm & Gordon
- 1973 - Spillet om Vesterbro